# ダンシング・ウィズ・エンジェル
『ダンシング・ウィズ・エンジェル』（原題：Dancing with an Angel）は、アメリカ合衆国の歌手リタ・クーリッジが1991年に発表したカバー・アルバム。

## 解説
大部分の曲は日本人ミュージシャンの曲のカバーだが、歌詞は全曲とも英語となっている。また、クーリッジのオリジナル曲も2曲収録された。日本では本作と同日に「最初の涙、最後の口吻」がシングルとしてリリースされ、1991年10月21日には「雨」、1992年1月21日には「もうひとつの土曜日」がシングル・カットされた。
日本では9週オリコンチャート入りし、最高18位を記録した。『CDジャーナル』のミニ・レビューでは「オリジナルの2曲がいいだけに、余計にカバーものの是非を考えさせられる」と評されている。

## 収録曲
1. 最初の涙、最後の口吻 - "I Just Want to Be with You" - 4:27
  - 作詞・作曲：大沢誉志幸／英語詞：プリシラ・クーリッジ（英語版）
  - 大沢誉志幸のアルバム『in・Fin・ity』（1985年）より。
2. 雨 - "Rain" - 4:59
  - 作詞・作曲：森高千里／英語詞：プリシラ・クーリッジ
  - 森高千里が1990年に発表したシングル曲。
3. ガレージ - "End of the Summer" - 4:33
  - 作詞：松井五郎／作曲：タケカワユキヒデ／英語詞：プリシラ・クーリッジ
  - 池田政典のシングル「バックミラーに消えた恋」のB面曲。
4. エンドレス・ナイト - "Endless Nights" - 4:16
  - 作詞：ランディ・グッドラム／作曲：小田和正
  - オフコースのアルバム『Back Streets of Tokyo』（1985年）より。
5. もうひとつの土曜日 - "Another Saturday〜Let It Be Me〜" - 5:51
  - 作詞・作曲：浜田省吾／英語詞：プリシラ・クーリッジ
  - 浜田省吾のシングル「LONELY-愛という約束事」（1985年）のB面曲で、1986年のアルバム『J.BOY』にも収録された。
6. サマルカンド・ブルー - "Samarkand Blue" - 4:57
  - 作詞：安井かずみ／作曲：吉田拓郎／英語詞：プリシラ・クーリッジ
  - 吉田拓郎のアルバム『サマルカンド・ブルー』（1986年）より。
7. リヴァー・オブ・ラヴ - "River of Love" - 3:53
  - 作詞：プリシラ・クーリッジ／作曲：リタ・クーリッジ
8. ソル・イ・ソンブラ - "Sol y Sombra" - 5:44
  - 作詞：岩里祐穂／作曲：松本俊明／英語詞：プリシラ・クーリッジ
  - 今井美樹のアルバム『retour』（1990年）より。
9. レイニー・ブルー - "Rainy Blue" - 4:27
  - 作詞：大木誠／作曲：德永英明／英語詞：プリシラ・クーリッジ
  - 德永英明が1986年に発表したシングル曲。
10. プリーズ・ドント・ユー・クライ - "Please Don't You Cry" - 4:51
  - 作詞：椎名恵／作曲：NOBODY／英語詞：プリシラ・クーリッジ
  - 椎名恵が1990年に発表したシングル曲。
11. ラブ・ストーリーは突然に - "Suddenly" - 4:50
  - 作詞：小田和正、プリシラ・クーリッジ／作曲：小田和正
  - 小田和正の両A面シングル「Oh! Yeah!/ラブ・ストーリーは突然に」（1991年）より。
12. サークル・オブ・ライト - "Circle of Light" - 5:12
  - 作詞：プリシラ・クーリッジ／作曲：リタ・クーリッジ

## 参加ミュージシャン
- リタ・クーリッジ - ボーカル、バックグラウンド・ボーカル
- ディーン・パークス - リードギター
- フレッド・タケット（英語版） - リードギター、リズムギター、アコースティック・ギター、ナイロン弦ギター、スライドギター
- マイク・アトリー - アレンジ、ピアノ、ハモンドオルガン、キーボード
- トム・キーン - シンセサイザー
- ビル・シャープ - ベース
- ジョン・ロビンソン、トム・ムーニー - ドラムス
- マイケル・フィッシャー - パーカッション
- ブランダン・フィールズ - サクソフォーン
- ローズマリー・バトラー、プリシラ・クーリッジ、ジョアン・ハリス、デヴィッド・ラズリー、アーノルド・マッカラー、ルーサー・ウォーターズ、フレッド・ホワイト - バックグラウンド・ボーカル
- 瀬尾一三 - アレンジ